# Eino Saastamoinen
Kaarlo Eino Saastamoinen (* 9. Oktober 1887 in Helsinki; † 4. Dezember 1946 ebenda) war ein finnischer Turner.

## Erfolge
Eino Saastamoinen nahm 1912 an den Olympischen Spielen in Stockholm teil. Bei diesen gehörte er zur finnischen Turnriege im Wettbewerb, der nach dem sogenannten freien System ausgetragen wurde. Dabei traten insgesamt fünf Mannschaften an, die aus 16 bis 40 Turnern bestehen und während des einstündigen Wettkampfs gleichzeitig antreten mussten. Es wurden die Ausführungen der geturnten Übungen an den Geräten bewertet, aber auch der Einmarsch zu Beginn und der Ausmarsch am Ende. Das Gesamtergebnis war ein Durchschnittswert der fünf Kampfrichterwertungen. Neben den Finnen traten auch Turnriegen aus Norwegen, Dänemark, dem Deutschen Reich und Luxemburg an. Mit 114,25 Punkten setzten sich die Norweger gegen ihre Konkurrenten durch. Die Finnen erzielten indes 109,25 Punkte und belegten damit vor den drittplatzierten Dänen mit 106,25 Punkten den zweiten Platz.
Saastamoinen gewann somit zusammen mit Kaarlo Ekholm, Eino Forsström, Eero Hyvärinen, Mikko Hyvärinen, Tauno Ilmoniemi, Ilmari Keinänen, Jalmari Kivenheimo, Karl Lund, Aarne Pelkonen, Ilmari Pernaja, Arvid Rydman, Aarne Salovaara, Heikki Sammallahti, Hannes Sirola, Klaus Suomela, Lauri Tanner, Väinö Tiiri, Kaarlo Vähämäki und Kaarlo Vasama die Silbermedaille.